# یواس‌اس اسکامبیا (ای‌او-۸۰)
یواس‌اس اسکامبیا (ای‌او-۸۰) (به انگلیسی: USS Escambia (AO-80)) یک کشتی بود که طول آن ۵۲۳ فوت ۶ اینچ (۱۵۹٫۵۶ متر) بود. این کشتی در سال ۱۹۴۳ ساخته شد.